# Сергей Карасьов
Сергей Карасьов е руски баскетболист, играч на БК Зенит и руския национален отбор. Играе като гард или леко крило.

## Кариера
Започва кариерата си в дублиращата формация на Триумф Люберци. През 2011 г. е повикан в първия отбор, където помощник-треньор е баща му Василий. В мач от 25 кръг на ПБЛ 17-годишният Карасьов вкарва 34 точки на Динамо (Москва). Избран е и за играч на кръга. Оттогава младият гард е неизменен титуляр в отбора на Триумф. През сезон 2011/12 е избран за най-добър млад играч в руското първенство. Повикан е и в националния отбор на Русия за Олимпиадата в Лондон. Там „Сборная“ завършва на трето място и целият състав е награден със званието „Заслужил майстор на спорта“. На 4 април 2013 Карасьов обявява, че ще се пробва в драфта на НБА. На 27 юни 2013 г. е изтеглен от Кливланд Кавалиърс. Сергей избира да играе с номер 10. Участва на Евробаскет 2013, но Русия отпада още в групите, записвайки само 1 победа. В НБА кариерата на Сергей не потръгва добре, и той е даден под наем на сателитния отбор на Кливланд – Кантон Чардж. Там играе няколко месеца, след което се завръща при „кавалерите“. Записва 22 мача като за средно по 7.1 минути отбелязва 1.7 точки.
От лятото на 2014 г. е играч на Бруклин Нетс. За два сезона при „мрежите“ обаче не успява да се наложи. През сезон 2014/15 изиграва 33 мача със средно 4.6 точки и 2.2 борби. През 2015/16 се появява на терена в 40 срещи, но само с по 2.4 точки и 1.5 борби.
През 2016 г. се завръща в Русия с екипа на Зенит. През 2017 и 2018 г. участва в мача на звездите на ВТБ Лигата, а през 2018 г. е избран за най-полезен играч в него. През 2019 г. подписва с Химки. Играе два сезона в Химки, но след като клубът изпада от ВТБ Лигата поради финансови трудности, отново става част от Зенит.